# Tancoa arciferalis
Tancoa arciferalis är en fjärilsart som beskrevs av George Francis Hampson 1916. Tancoa arciferalis ingår i släktet Tancoa och familjen mott. Inga underarter finns listade i Catalogue of Life.